# Torneo Nacional Interprovincial 2017
El Torneo Nacional Interprovincial 2017 fue un torneo de fútbol boliviano organizado por la Asociación Nacional de Fútbol de Bolivia con representantes de las provincias de los departamentos de Bolivia, el torneo se desarrolló en las sedes de, entre el 17 de julio y el 22 de julio de 2017.
El campeón fue Quebracho de Villa Montes, que consiguió su tercer título en esta categoría, tras vencer a Universitario de Vinto, y clasificó al Nacional B 2017.

## Formato
En este torneo solamente pueden participar clubes, equipos o selecciones de fútbol de las Provincias de Bolivia que no estén afiliados a sus respectivas Asociaciones Departamentales, y a sí mismo, sus jugadores no deben estar inscritos en dichas Asociaciones por el lapso anterior de 1 año, esto con el fin de promocionar jugadores de las provincias de Bolivia.
El campeonato se dividió en dos fases: una etapa de grupos y la final del campeonato. Esta última fue disputada por los ganadores de las dos series, que clasificaron automáticamente al Nacional B 2017.

## Datos del equipo
El representante del departamento de Pando no participó del torneo.
| Equipo                 | Municipio    | Provincia         | Departamento |
| ---------------------- | ------------ | ----------------- | ------------ |
| A y B                  | Riberalta    | Antonio Vaca Díez | Beni         |
| América                | Villazón     | Modesto Omiste    | Potosí       |
| Alianza Colquiri       | Colquiri     | Inquisivi         | La Paz       |
| Challapata             | Challapata   | Abaroa            | Oruro        |
| Comercio Bermejo FC    | Bermejo      | Arce              | Tarija       |
| Defensores del Chaco   | Muyupampa    | Luis Calvo        | Chuquisaca   |
| Juventud Unida         | Yacuiba      | Gran Chaco        | Tarija       |
| Quebracho              | Villa Montes | Gran Chaco        | Tarija       |
| San José               | Pailón       | Chiquitos         | Santa Cruz   |
| Universitario de Vinto | Vinto        | Quillacollo       | Cochabamba   |

## Fase de grupos

### Serie de Villa Montes

#### Tabla de posiciones
| Pos. | Equipo               | Pts. | PJ | PG | PE | PP | GF | GC | Dif. |
| ---- | -------------------- | ---- | -- | -- | -- | -- | -- | -- | ---- |
| 01.º | Quebracho            | 10   | 4  | 3  | 1  | 0  | 27 | 3  | 24   |
| 02.º | San José             | 8    | 4  | 2  | 2  | 0  | 11 | 5  | 6    |
| 03.º | Defensores del Chaco | 6    | 4  | 2  | 0  | 2  | 11 | 16 | −5   |
| 04.º | A y B                | 3    | 4  | 1  | 0  | 3  | 10 | 15 | −5   |
| 05.º | Challapata           | 1    | 3  | 0  | 1  | 2  | 5  | 25 | −20  |

|  | Clasificado a la final. |

#### Evolución de posiciones
| Equipo / Fecha       | 01 | 02 | 03 | 04 | 05 |
| -------------------- | -- | -- | -- | -- | -- |
| A y B                | 5  | 5  | 5  | 3  | 4  |
| Challapata           | 4  | 3  | 4  | 5  | 5  |
| Defensores del Chaco | 3  | 4  | 3  | 4  | 3  |
| Quebracho            | 1  | 1  | 2  | 1  | 1  |
| San José             | 2  | 2  | 1  | 2  | 2  |

#### Resultados
Los horarios son correspondientes al horario de Bolivia (UTC-4).
| San José  | 5 - 1  | Defensores del Chaco | Bilbao Rioja               | 17 de julio | 13:30 |
| Quebracho | 12 - 1 | Challapata           | Defensores de Villa Montes | 17 de julio | 15:30 |

| Challapata | 2 - 2 | San José | Bilbao Rioja | 18 de julio | 13:30 |
| Quebracho  | 6 - 1 | A y B    | Bilbao Rioja | 18 de julio | 15:30 |

| San José             | 4 - 2 | A y B      | Defensores de Villa Montes | 19 de julio | 13:30 |
| Defensores del Chaco | 6 - 0 | Challapata | Defensores de Villa Montes | 19 de julio | 15:30 |

| Challapata | 2 - 5 | A y B                | Bilbao Rioja | 20 de julio | 13:30 |
| Quebracho  | 9 - 1 | Defensores del Chaco | Bilbao Rioja | 20 de julio | 15:30 |

| A y B     | 2 - 3 | Defensores del Chaco | Bilbao Rioja | 21 de julio | 13:30 |
| Quebracho | 0 - 0 | San José             | Bilbao Rioja | 21 de julio | 15:30 |

### Serie de Yacuiba

#### Tabla de posiciones
| Pos. | Equipo                 | Pts. | PJ | PG | PE | PP | GF | GC | Dif. |
| ---- | ---------------------- | ---- | -- | -- | -- | -- | -- | -- | ---- |
| 01.º | Universitario de Vinto | 9    | 4  | 3  | 0  | 1  | 16 | 2  | 14   |
| 02.º | Comercio Bermejo FC    | 9    | 4  | 3  | 0  | 1  | 17 | 5  | 12   |
| 03.º | Juventud Unida         | 9    | 4  | 3  | 0  | 1  | 12 | 7  | 5    |
| 04.º | América                | 3    | 4  | 1  | 0  | 3  | 10 | 20 | −10  |
| 05.º | Alianza Colquiri       | 0    | 4  | 0  | 0  | 4  | 2  | 23 | −21  |

|  | Clasificado a la final. |

#### Evolución de posiciones
| Equipo / Fecha   | 01 | 02 | 03 | 04 | 05 |
| ---------------- | -- | -- | -- | -- | -- |
| Alianza Colquiri | 4  | 5  | 5  | 5  | 5  |
| América          | 5  | 4  | 4  | 4  | 4  |
| Comercio Bermejo | 2  | 3  | 3  | 3  | 2  |
| Juventud Unida   | 1  | 1  | 2  | 1  | 3  |
| Universitario    | 3  | 2  | 1  | 2  | 1  |

#### Resultados
Los horarios son correspondientes al horario de Bolivia (UTC-4).
| Universitario  | 0 - 1 | Comercio Bermejo | Provincial de Yacuiba | 17 de julio | 13:30 |
| Juventud Unida | 4 - 0 | Alianza Colquiri | Provincial de Yacuiba | 17 de julio | 15:30 |

| Universitario  | 8 - 0 | Alianza Colquiri | Provincial de Yacuiba | 18 de julio | 18:00 |
| Juventud Unida | 5 - 3 | América          | Provincial de Yacuiba | 18 de julio | 20:00 |

| Comercio Bermejo | 6 - 1 | Alianza Colquiri | Provincial de Yacuiba | 19 de julio | 15:00 |
| Universitario    | 6 - 1 | América          | Néstor Paz Galarza    | 19 de julio | 20:00 |

| Alianza Colquiri | 1 - 5 | América          | Provincial de Yacuiba | 20 de julio | 15:00 |
| Juventud Unida   | 3 - 2 | Comercio Bermejo | Provincial de Yacuiba | 20 de julio | 20:00 |

| América        | 1 - 8 | Comercio Bermejo | Provincial de Yacuiba | 21 de julio | 15:00 |
| Juventud Unida | 0 - 2 | Universitario    | Provincial de Yacuiba | 21 de julio | 20:00 |

## Definición del campeonato
| 22 de julio de 2017, 15:30 (UTC-4) | Quebracho                                            | 3:1 (2:0) | Universitario de Vinto | Estadio Defensores del Chaco, Villamontes |  |
|                                    | 15' Ramiro Vaca · 30' Mauricio Paz · Cyrille Etienne | Reporte   | Aneth Castro           |                                           |  |